# Andréas Papandréou
Pour les articles homonymes, voir Papandréou.
Andréas Georgíou Papandréou (en grec moderne : Ανδρέας Γεωργίου Παπανδρέου), né le 5 février 1919 à Chios et mort le 23 juin 1996 dans le quartier d'Ekali à Athènes, est un économiste et homme politique grec.
Fondateur du Mouvement socialiste panhellénique (PASOK), le parti socialiste grec, il est deux fois Premier ministre, de 1981 à 1989 et de 1993 à 1996.

## Biographie

### Enfance, études et formation
Andréas est le fils de Geórgios Papandréou, ancien Premier ministre, et de Sophía Mineyko. Durant ses études de droit à l'université d'Athènes, il fréquente les milieux trotskistes, ce qui lui vaut d'être arrêté, emprisonné et torturé en 1939, sous la dictature de Metaxás. À sa sortie de prison il part s'exiler aux États-Unis. Il se marie à une Américaine et poursuit ses études à Harvard, où il obtient un doctorat en économie en 1943. À l'obtention de son doctorat, il s'engage dans la Marine américaine, étant affecté à l'examen des maquettes pour la réparation des navires de guerre, puis comme aide-soignant militaire au Bethesda Naval Hospital (en),. En juillet 1944, il fait partie de la délégation grecque à la conférence de Bretton Woods. En 1944, il acquiert la citoyenneté américaine et fait carrière comme professeur d'économie dans de prestigieuses universités américaines : Harvard, où il enseigne jusqu'en 1947, l'université du Minnesota, Northwestern puis Berkeley où il dirige le département d'économie. Il est ensuite nommé professeur d'économie à l'université de Stockholm puis à l'université York de Toronto au Canada.
Il participe comme conseiller au gouvernement de Kennedy.[réf. nécessaire] Il est le traducteur non officiel de son propre père en visite officielle aux États-Unis en tant que Premier ministre. Dans son livre "Démocratie au peloton d'exécution" (Δημοκρατια στο αποσπασμα), il déclarera: "j'ai su que les jours de Geórgios Papandréou en tant que Premier ministre grec étaient comptés".

### Retour en Grèce et premiers pas en politique
Il revient en Grèce en 1961 pour diriger le Centre de planification économique à la demande du Premier ministre Konstantínos Karamanlís. Il entre aussi en politique à cette occasion et est élu député d'Achaïe (la région d'où son père était originaire) pour l'Union du centre aux élections législatives grecques de 1964.
Il est ministre à la présidence du gouvernement (Υπουργός παρά τη Προεδρία της Κυβερνήσεως) puis ministre de la Coordination (Υπουργός Συντονισμού) du gouvernement de son père, à un poste qui fait de lui le premier conseiller du Premier ministre. Sa forte personnalité liée à son statut d'économiste compétent, dérange bientôt la classe politique grecque d'autant plus qu'il reste étranger aux clivages issus de la guerre civile. À l'inverse de son père qui défend une ligne centriste et libérale, Andréas Papandréou mise sur la gauche - encore convalescente - pour atteindre le pouvoir. Au sein du parti de son père - l'Union du centre - il anime la tendance la plus structurée et qui représente l'aile centre-gauche. Dans ses discours, Andréas Papandréou demande que la Grèce ait une attitude plus neutre dans la guerre froide et qu'elle soit moins soumise aux États-Unis dont il veut diminuer la présence militaire sur le territoire grec. Il réclame aussi la mise à la retraite des officiers supérieurs affichant des idées antidémocratiques. Il est élu député en 1964, mais se trouve mêlé en 1965 à l'affaire de l'ASPIDA (bouclier), une pseudo-conspiration menée par de jeunes officiers de gauche. Le scandale qui s'ensuit provoque la chute du gouvernement de Geórgios Papandréou.

### Exil
La popularité d'Andréas Papandréou n'est cependant pas entamée et le leader de la gauche centriste devient un des candidats favoris en perspective des prochaines élections de mai 1967. Celles-ci n'auront jamais lieu, car le coup d'État du 21 avril provoque la prise du pouvoir par des militaires d'extrême-droite qui instaurent la dictature des colonels. Andréas Papandréou parvient à quitter la Grèce avec l'appui des États-Unis tandis que son père meurt en résidence surveillée en 1968.

En exil, Andréas Papandréou crée le Mouvement panhellènique de libération (PAK) qui prône la lutte armée contre la dictature des colonels, et critique les États-Unis, l'OTAN et la communauté économique européenne pour leur politique bienveillante vis-à-vis de la junte militaire.

### Fondateur du PASOK
De retour en Grèce à la chute des militaires en 1974, Andréas quitte l'Union du centre pour fonder son propre parti: le PASOK. Le PASOK est destiné à rassembler toute la gauche non-communiste en combinant les thèmes du nationalisme et ceux du socialisme. Il réclame ainsi la fin de la soumission de la Grèce aux États-Unis ainsi que d'importantes réformes économiques et sociales. Le PASOK connaît une ascension fulgurante en obtenant 14 % des voix en 1974, 25 % en 1977 et 48 % aux élections législatives grecques de 1981, ce qui lui permet d'écraser la droite en obtenant la majorité absolue des sièges au Parlement grec.

#### Premier ministre (1981-1989)
Andréas Papandréou forme alors le premier gouvernement socialiste de l'histoire de la Grèce, dans lequel il exerce conjointement les fonctions de Premier ministre et de ministre de la Défense. Il rouvre le chapitre noir de la guerre civile en réhabilitant les résistants communistes grecs, exilés depuis trente cinq ans dans les pays de l'Est, et autorise leur retour. Mais Papandréou va à l'encontre de ses discours en menant une politique pro-européenne et pro-atlantique (les bases de l'OTAN ne sont pas démantelées et la Grèce reste dans la Communauté économique européenne).
Le gouvernement Papandréou va aggraver les dysfonctionnements classiques de la société grecque. Il étend de manière extraordinaire la part du secteur public en nationalisant 230 entreprises privées et augmente considérablement les aides sociales inaugurant ainsi la voie du socialisme à crédit qui persistera un quart de siècle. Le système clientéliste déjà présent dans la fonction publique se perfectionne avec sa venue au pouvoir. Le Premier ministre socialiste supprime notamment les directions générales des ministères pour les remplacer par des postes plus politiques. Il prend également des mesures concernant le droit familial et les rapports sociaux.
Sur le plan international, se produit en mars 1987 le très grave incident du Sismik (en). La Turquie envoie un navire, le Sismik, faire des recherches géologiques en mer Égée dans ce que la Grèce considère être ses eaux territoriales. La Grèce mobilise et se retire immédiatement de l'OTAN. La réaction turque est immédiate, le Sismik est retiré et la Grèce ne se retira pas de l'OTAN. Le laps de temps que la Grèce passe hors de l'OTAN est complètement occulté dans les autres pays dépendant de ce même OTAN. Le Premier ministre est déclaré persona non grata en Amérique[réf. nécessaire].
Andréas Papandréou reçoit un second mandat populaire aux élections législatives grecques de 1985 (victoire du PASOK qui obtient 46 % des voix). Ce deuxième mandat est marqué par d'importants problèmes économiques ainsi que par un certain nombre de scandales, dont le scandale Koskotas. La liaison du Premier ministre avec une jeune hôtesse de l'air, Dimitra Liani (en) n'arrange pas sa popularité. Cela entraîne sa rupture (familiale et politique) avec son fils Giórgos, alors ministre de son gouvernement.
Malgré tout, le PASOK obtient encore 39 % des voix lors des élections législatives grecques de juin 1989 et 41 % lors de celles de novembre 1989. Le troisième scrutin en moins d'un an en avril 1990 voit le PASOK à 39 %, pas assez pour empêcher un gouvernement de la Nouvelle Démocratie. Une commission d'enquête parlementaire se penche alors sur les accusations de corruption et d'écoutes téléphoniques illégales portées contre Andréas Papandréou, qui est acquitté en 1992. Dans un souci de transparence le procès est entièrement retransmis à la télévision grecque.

#### Premier ministre (1993-1996)
Papandréou répond à tous ses détracteurs en remportant les élections législatives grecques de 1993 et en formant un nouveau gouvernement.
Dès lors, il place sa jeune épouse Dimitra Liani à la tête de son cabinet et revient aux affaires, mais devenu malade, délègue la plupart de ses tâches à ses ministres. Il ne se présente pas, en 1995 à l'élection présidentielle organisée au Parlement et apporte son soutien au candidat de Printemps politique (POLAN) Konstantínos Stephanópoulos, élu au troisième tour.
Le 22 janvier 1996, le Premier ministre, malade, présente au palais présidentiel d'Athènes sa démission au chef de l'État. Il quitte le pouvoir le lendemain.

### Mariages et enfants

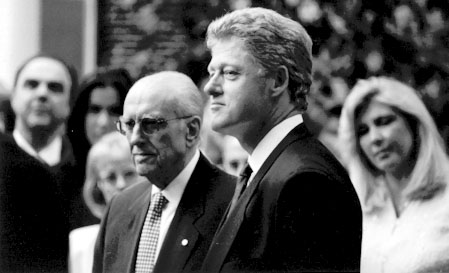
Andréas Papandréou avec Bill Clinton. Dimitra Papandréou-Liani, épouse d'Andréas Papandréou, se trouve à l'écart.

De 1941 à 1951, Andréas Papandréou est l'époux de Christina Rasia. Son épouse divorce après dix années de mariage.
En 1951, il épouse une étudiante américaine en journalisme, Margaret Chant, avec qui il a trois fils, dont Giórgos et une fille. Peu après l'accession au pouvoir de Papandréou, le couple est médiatisé et Margaret bénéficie dès lors d'une bonne image dans la presse. Pendant son exil en Suède, il a une fille, Andréa.
En 1988, Dimitra Liani (en), hôtesse de l'air d'Olympic Airways, née en 1955 et fille d'un officier, se fait connaître après la révélation par un journal de sa relation secrète avec le Premier ministre. Papandréou divorce de Margaret Papandréou, son épouse, et s'installe avec sa maîtresse, ce qui suscite un scandale, certains journaux insistant sur la différence d'âge entre les deux conjoints (36 ans). En 1989, un an après son divorce, Papandréou épouse religieusement sa compagne. Lors de la victoire du PASOK en 1993, celle-ci se fait discrète mais est nommée directrice de cabinet par son époux. Dimitra Papandréou gagne le surnom de « première dame » ou encore de « vice-Premier ministre », par la presse d'opposition, en raison de son influence sur le Premier ministre. L’opinion publique fut entre autres choquée après la publication dans le magazine Avriani de photos de la jeune femme dénudée lorsqu'elle était plus jeune.

### Décès et succession au PASOK

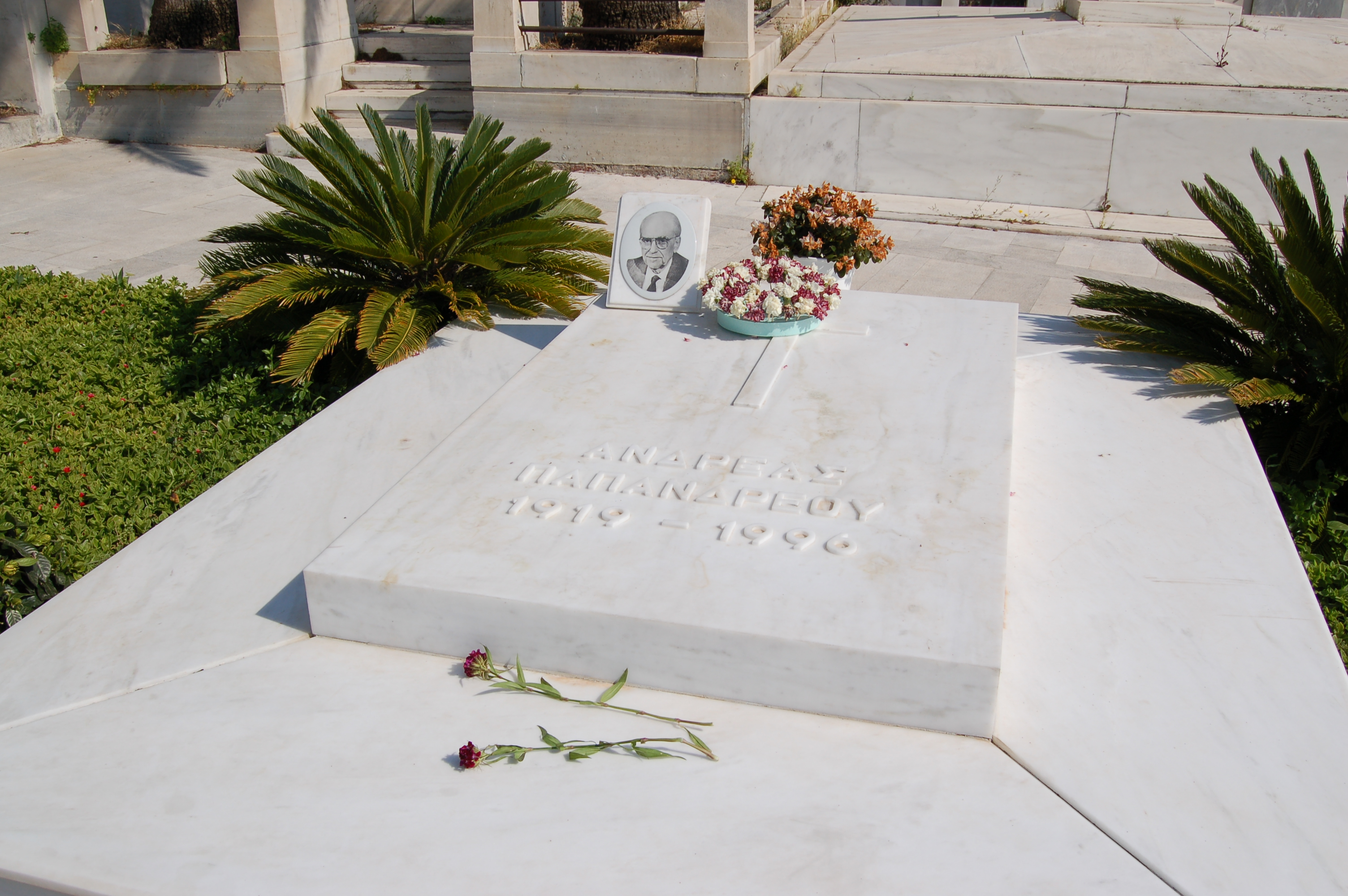
Tombe de Papandréou au premier cimetière d'Athènes.

Il meurt le 23 juin 1996 après une longue hospitalisation due à un refroidissement. Ses funérailles sont l'occasion d'un des plus grands rassemblements nationaux jamais vus. Dans son testament, il annonce qu'il donne tous ses biens à son épouse Dimitra et « son nom de famille » à ses enfants.
Quelque temps avant son décès, il préparait un congrès du PASOK. Son dauphin officieux Geórgios Gennimatás étant décédé prématurément d'un cancer du poumon en 1994, c'est Konstantínos Simítis qui le remplace comme Premier ministre en janvier 1996 puis qui lui succède en juin 1996 à la présidence du PASOK.
Son fils Giórgos dirige à son tour le PASOK entre février 2004 et mars 2012, et le gouvernement hellène d'octobre 2009 à novembre 2011.

## Honneurs
Il reçoit le titre de docteur honoris causa de l'université Jagellonne de Cracovie en 1984.